# Исалми
Исалми (фин. Iisalmi, швед. Idensalmi) је град у Финској, у источном делу државе. Исалми припада округу Северна Савонија, где град са окружењем чини истоимену општину Исалми.

## Географија
Град Исалми се налази у источном делу Финске. Од главног града државе, Хелсинкија, град је удаљен 470 км североисточно.
Рељеф: Исалми се сместио у унутрашњости Скандинавије, у историјској области Савонија. Подручје града је равничарско до брежуљкасто, а надморска висина се креће око 90 м.
Клима у Исалмију је оштра континентална на прелазу ка субполарној клими. Стога су зиме оштре и дуге, а лета свежа.
Воде: Исалми се развио на обалама језера Поро.

## Историја
Исалми се први пут спомиње 1627. године, када је споменуто насеље око месне цркве. Насеље је добило градска права 1891. године.

## Становништво
Према процени из 2012. године у Исалмију је живело 15.612 становника, док је број становника општине био 22.130.
| 1980.  | 1990.  | 2000.  | 2012.  |
| ------ | ------ | ------ | ------ |
| 14.027 | 15.729 | 15.902 | 15.612 |

Етнички и језички састав: Исалми је одувек био претежно насељен Финцима. Последњих деценија, са јачањем усељавања у Финску, становништво града је постало шароликије. По последњим подацима преовлађују Финци (99%), док су остало усељеници. Од новијих усељеника посебно су бројни Руси.